# مونشاین (لوئیزیانا)
مونشاین (به انگلیسی: Moonshine) یک منطقهٔ مسکونی در ایالات متحده آمریکا است که در پریش سنت جیمز، لوئیزیانا واقع شده‌است. مونشاین ۱۹۴ نفر جمعیت دارد و ۲٫۱۳ متر بالاتر از سطح دریا واقع شده‌است.